# Don't Stop Rappin'
Don't Stop Rappin' — дебютний міні-альбом американського репера Too Short, виданий 24 жовтня 1983 р. Реліз містить пісню «Playboy Short», друга частина якої присутня на студійному альбомі Born to Mack.

## Список пісень
| #  | Назва                | Тривалість |
| -- | -------------------- | ---------- |
| 1. | «Don't Stop Rappin'» | 9:27       |
| 2. | «Shortrapp»          | 7:09       |
| 3. | «Girl»               | 8:57       |
| 4. | «Female Funk»        | 5:28       |
| 5. | «Playboy Short»      | 9:23       |